# 夏塘镇
夏塘镇，是中华人民共和国湖南省衡陽市耒阳市下辖的一个乡镇级行政单位。

## 行政区划
夏塘镇下辖以下地区：
东社区、长冲圩社区、新江村、二都村、袁家冲村、新群村、下昂头村、莫浣村、双元村、上焦冲村、福利村、葵田村、龙云村、上昂头村、长冲村、牛口村、严塘村、三坡村、新湖村、兴康村、下焦冲村、夏岭村、长岭村、新新村、艾芳村和小康村。